# RMS Mulheim
El RMS Mülheim fue un carguero alemán construido en Rumania y botado en mayo de 1999. Naufragó el 22 de marzo del 2003 en Land's End, Reino Unido.

## Hundimiento
El 22 de marzo de 2003, el RMS Mülheim se encontraba en un viaje desde Cork, República de Irlanda a Lübeck, Alemania, transportando 2.200 toneladas de chatarra de plástico de automóviles. El barco encalló aproximadamente a las 05:00 GMT en la bahía de Gamper, entre Land's End y Sennen Cove, tiempo durante el cual hubo "visibilidad moderada y zonas de niebla". En la investigación, se descubrió que el primer oficial, que había estado de guardia en ese momento, se había enganchado los pantalones en la palanca de su silla cuando intentaba levantarse, lo que le hizo caer y quedar inconsciente. Cuando recuperó el conocimiento, el RMS Mülheim ya se dirigía hacia la costa. Aunque el bote salvavidas Sennen y el equipo de guardacostas de Land's End Cliff pudieron llegar al naufragio rápidamente, la tripulación polaca de seis hombres del buque fue trasladada en helicóptero a un lugar seguro por un helicóptero de búsqueda y rescate de RNAS Culdrose. Los miembros de la tripulación fueron tratados por shock en la estación de botes salvavidas de Sennen Cove.
Se produjo una fuga de gasóleo en el océano. Se informó a las agencias pertinentes y se intentó una operación de salvamento. El 23 de mayo de 2003, el RMS Mülheim fue declarado pérdida total constructiva. El trabajo de salvamento fue proporcionado por la empresa Wijsmuiler Salvage. Para retirar la mayor cantidad de carga posible, se utilizó un sistema de cinta transportadora. Cuando el clima y la marea lo permitieron, los trabajadores del naufragio llenaron bolsas de gran tamaño con la carga del barco. Luego, esas bolsas fueron llevadas hasta el acantilado por la cinta transportadora, que se había colocado en el acantilado justo encima del naufragio. La operación finalizó el 29 de mayo de 2003. Aunque se retiró la mayor parte de la carga, parte se perdió en el océano. El 7 de octubre de 2003, en mares agitados, el barco se partió en dos pedazos. El 31 de octubre de 2003, las olas empujaron los restos del RMS Mülheim hacia una ensenada rocosa llamada Castle Zawn. En ese momento el pecio fue demolido hasta su superestructura.

## Pecio
Un año después del naufragio, Surfers Against Sewage (SAS) informó que el plástico y la espuma del pecio todavía estaban apareciendo en las playas de Cornualles. En 2018, el naufragio había sido destrozado por el fuerte oleaje alrededor de Land's End, aunque quedan algunas secciones relativamente intactas del naufragio.

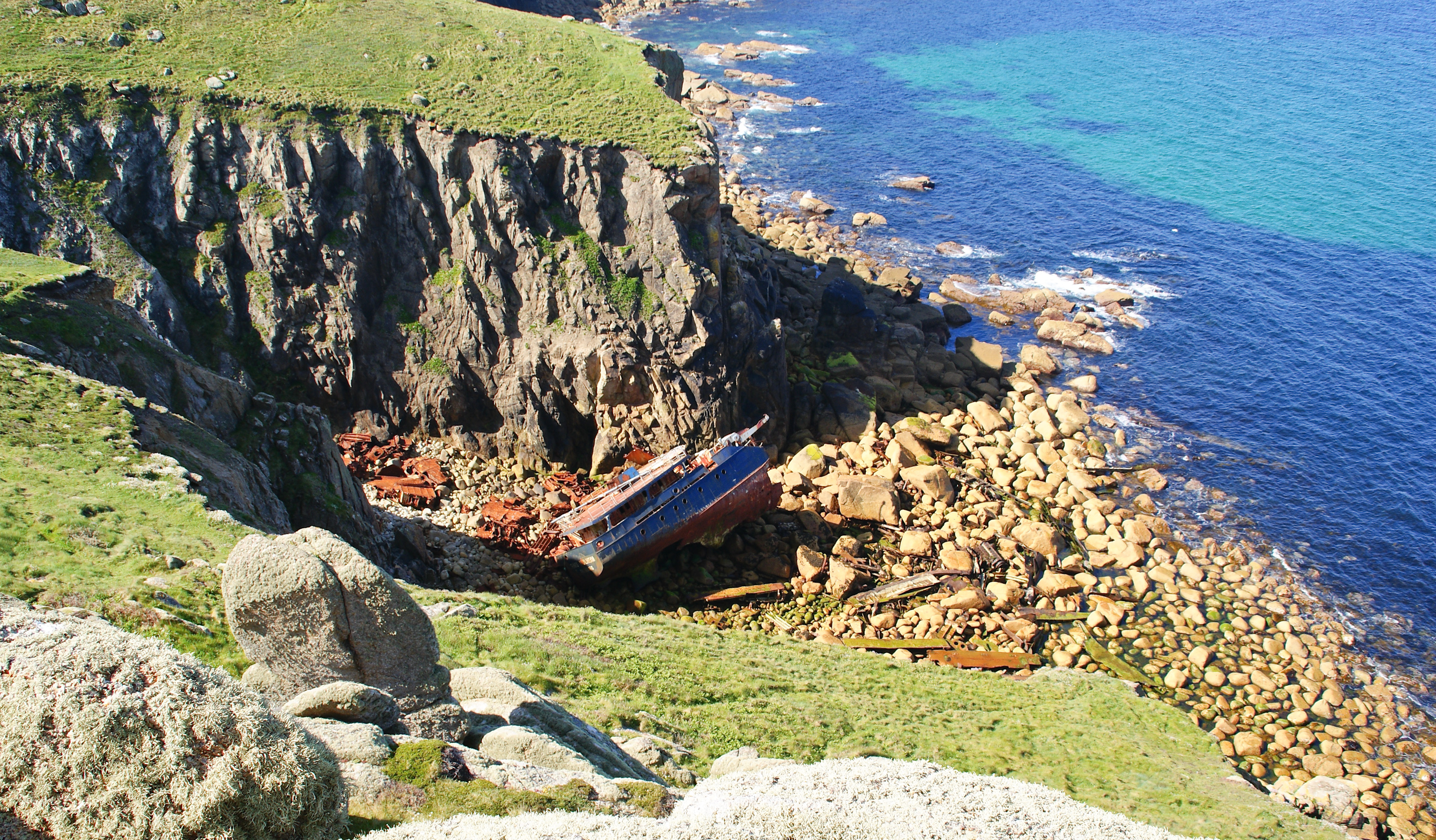
Restos del RMS Mülheim cerca de Land's End en Cornualles, Reino Unido en 2010.
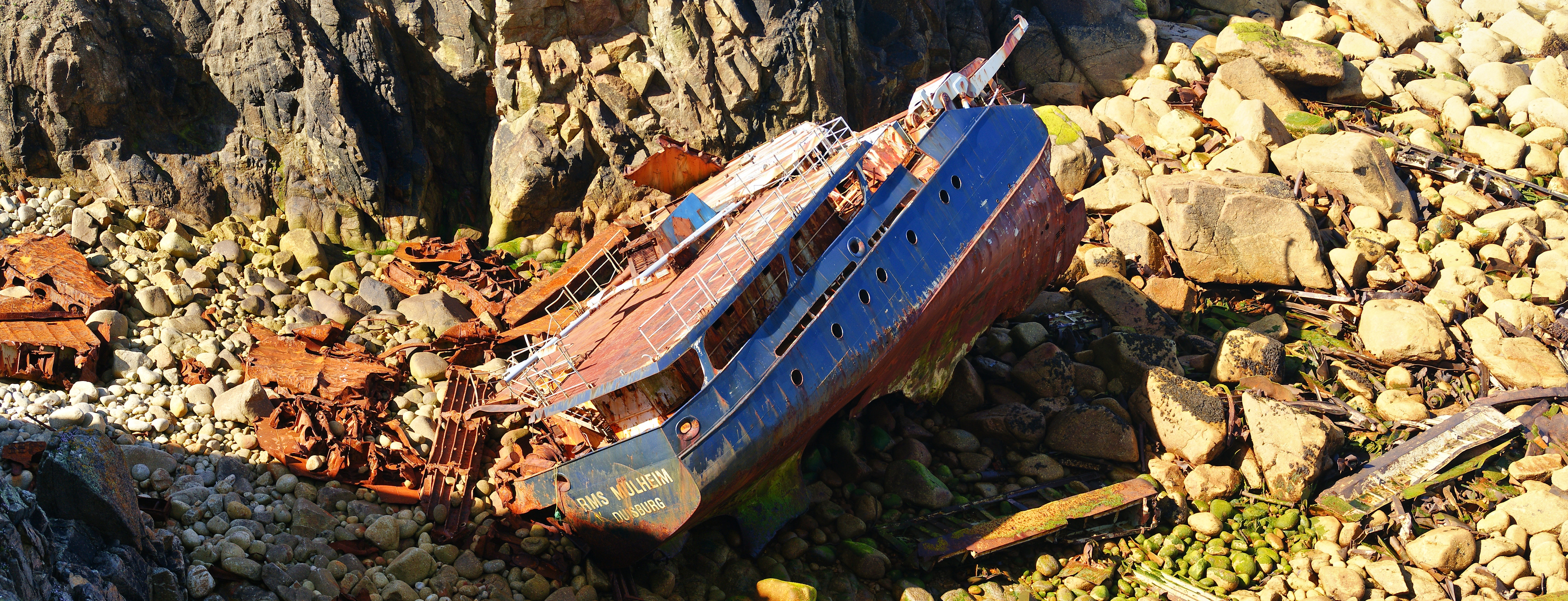
Primer plano de los restos del RMS Mülheim cerca de Lands End en Cornualles, Reino Unido, en 2010.
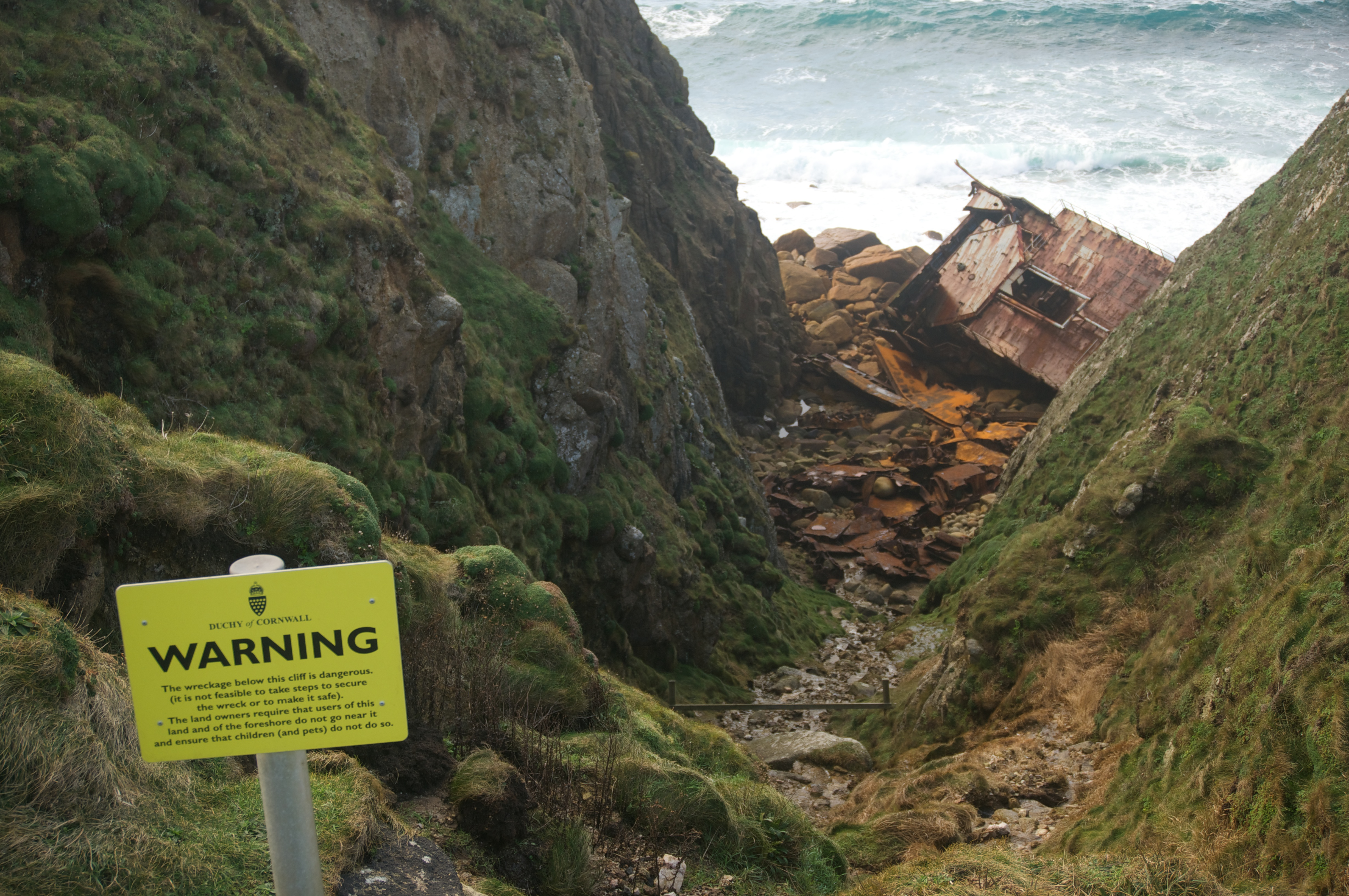
En 2013 no quedaba mucho del barco excepto los mamparos de popa oxidados y secciones de la cubierta.